# (3143) Genecampbell
(3143) Genecampbell es un asteroide perteneciente al cinturón de asteroides, descubierto el 31 de octubre de 1980 por el equipo del Observatorio del Harvard College desde la Estación George R. Agassiz, Estados Unidos.

## Designación y nombre
Designado provisionalmente como 1980 UA. Fue nombrado Genecampbell en honor a "I. Gene Campbell" programador de la Universidad.